# Azerbeidzjaanse keuken
De Azerbeidzjaanse keuken werd door de eeuwen heen beïnvloed door het voedsel van verschillende culturen maar is tegelijkertijd ook uniek gebleven. Veel van de voedingsmiddelen die in het land geteeld worden, komen ook voor in de gerechten van andere landen. Voor de Azeri's is eten een belangrijk onderdeel van de cultuur en is diep geworteld in de geschiedenis, tradities en waarden van de natie.
Azerbeidzjan telt negen klimaatzones wat resulteert in een rijkdom en variëteit aan groenten en gewassen in het land en daarmee ook in de keuken. Verse kruiden, zoals munt, koriander, dille, basilicum, peterselie, dragon, prei, bieslook, tijm, marjolein, ui en waterkers zijn erg populair en zijn vaak terug te vinden in de hoofdgerechten. De Kaspische Zee is de thuisbasis van vele eetbare soorten vis, waaronder de steur, Kaspische zalm, karper, sardines en harders. Zwarte kaviaar uit de Kaspische Zee is een van Azerbeidzjans bekendste delicatessen en is begeerd in andere delen van de wereld, waaronder de voormalige Sovjet-landen.
Bij de hoofdgerechten van de Azerbeidzjaanse keuken zijn meer dan dertig soepen. Een van de meest gereputeerde gerechten is plov, een met saffraan bedekte rijst gecombineerd met verschillende kruiden en groenten en totaal verschillend van Oezbeekse plovs. De Azerbeidzjaanse keuken telt meer dan 40 verschillende plov-gerechten. Andere gerechten omvatten een breed scala van kebab en shaslik, lamsvlees, rundvlees, kip en vis. Steur wordt normaal gegrild op een spies en geserveerd met een granaatappelsaus, genaamd narsharab. In de gerechten worden veel gedroogde vruchten en noten gebruikt. De traditionele specerijen zijn zout, zwarte peper, zuurkruid en vooral saffraan, dat geteeld wordt op het schiereiland Apsjeron.
Zwarte thee is de nationale drank en wordt vaak gedronken na de maaltijd. Het wordt ook aangeboden aan de gasten als welkomstgebaar, vaak vergezeld van gekonfijt fruit.

## Voorgerechten
- Choban, een salade met komkommer en tomaat
- Katik, zure yoghurt

## Hoofdgerechten

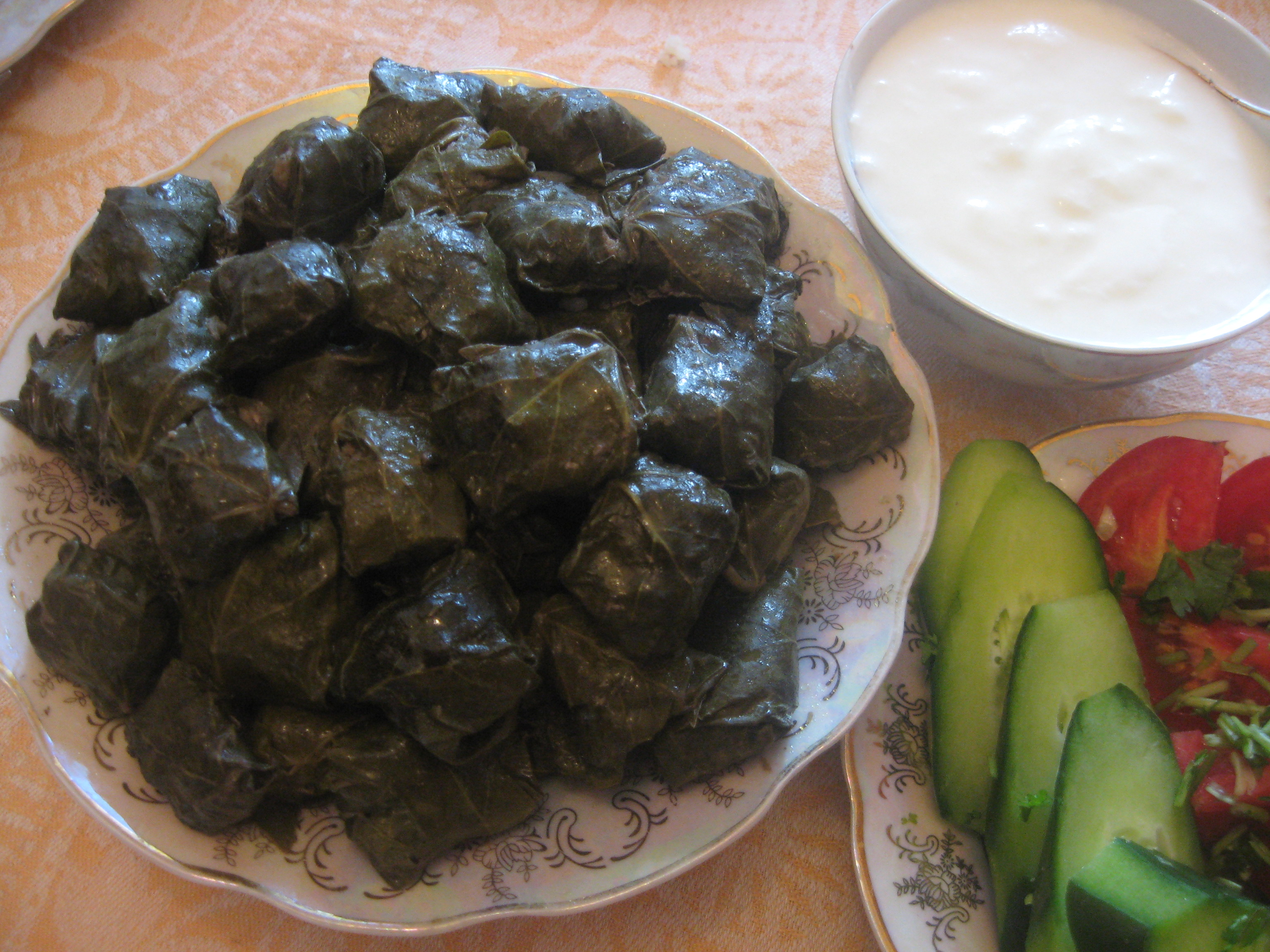
Dolma

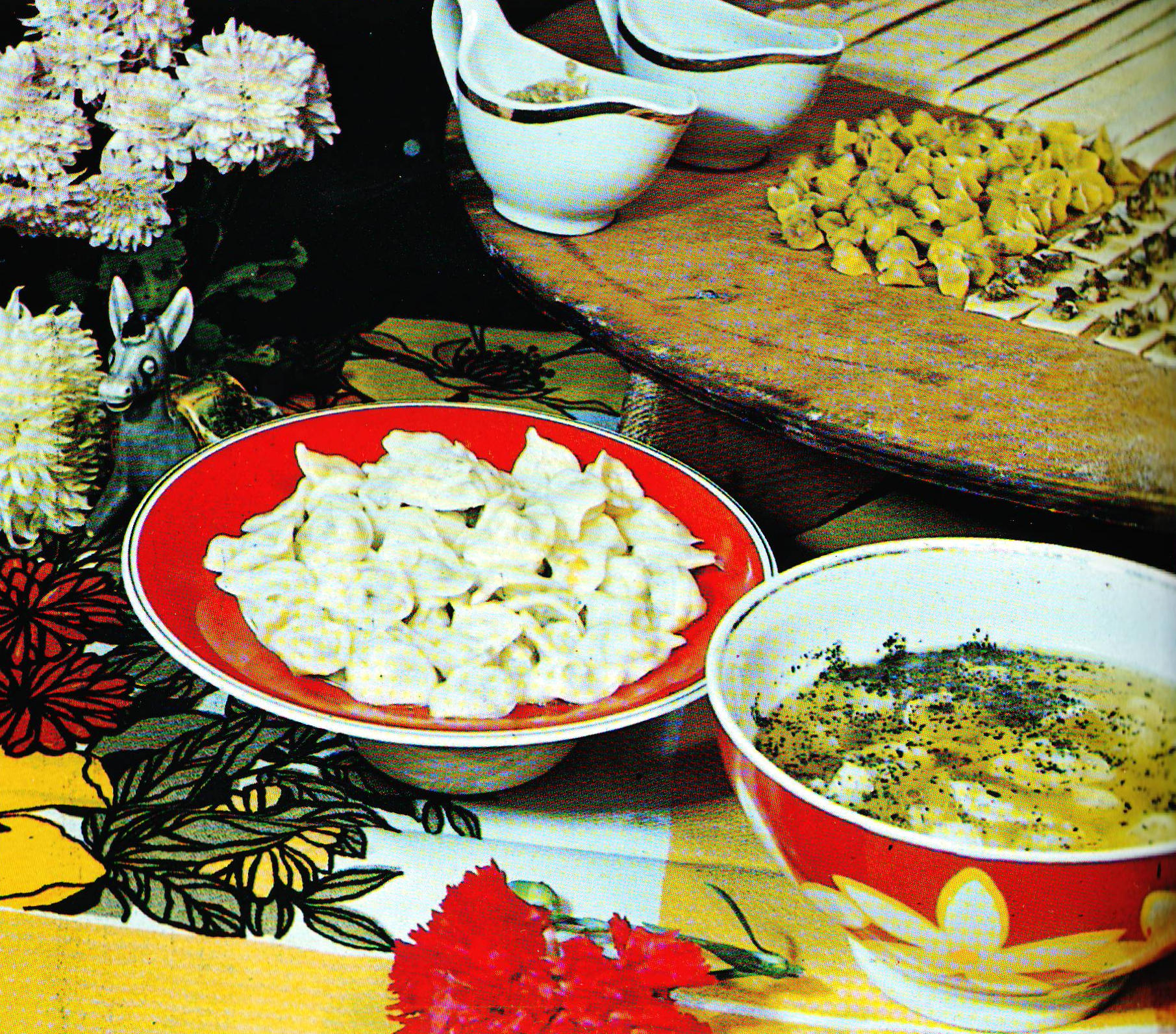
Dushbara

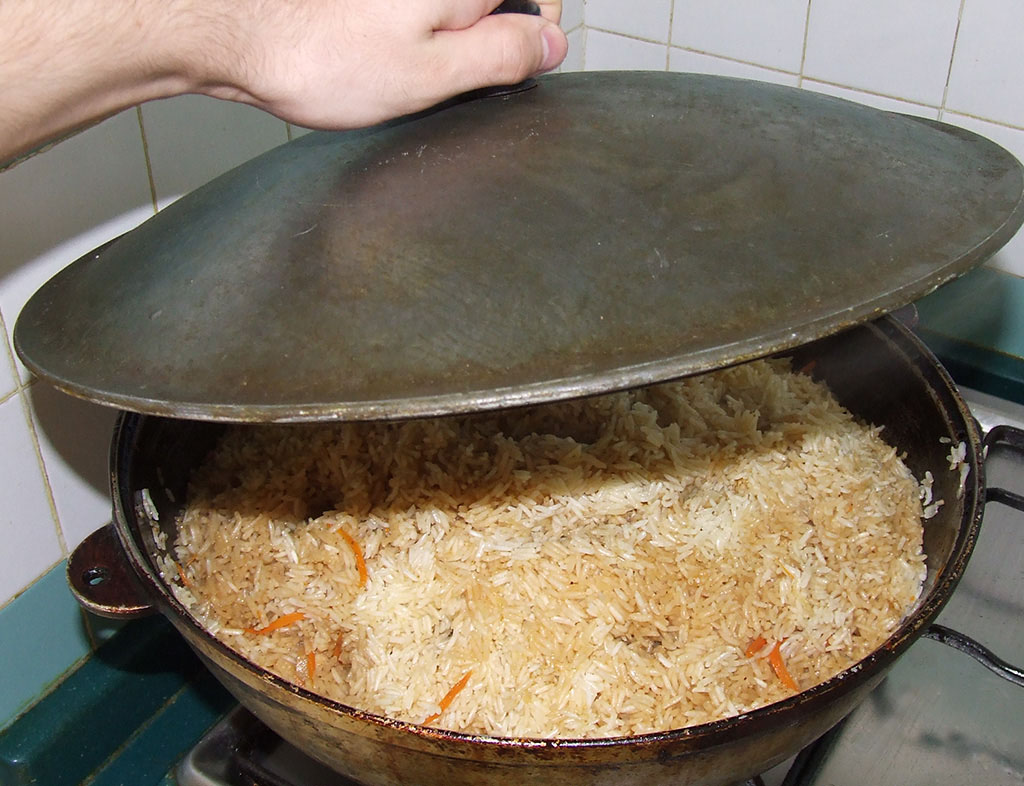
Plov klaargemaakt in een kazan.

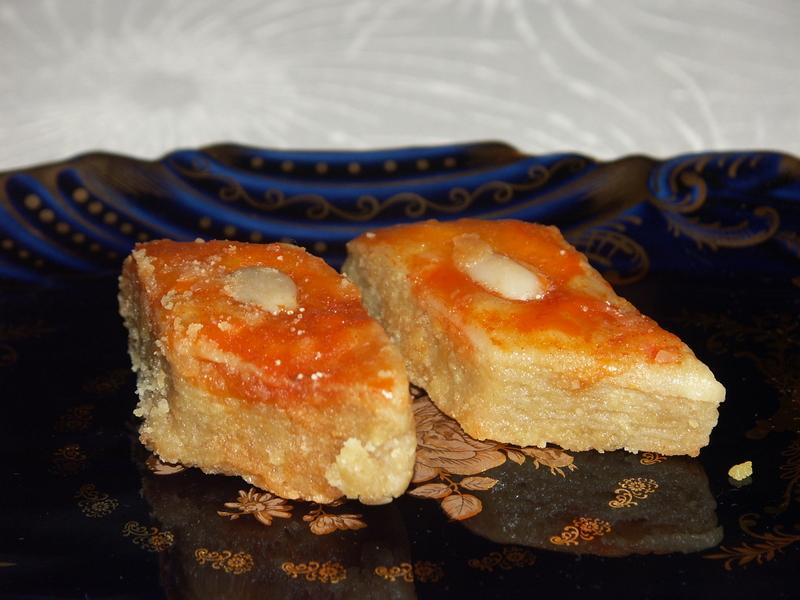
Baklava

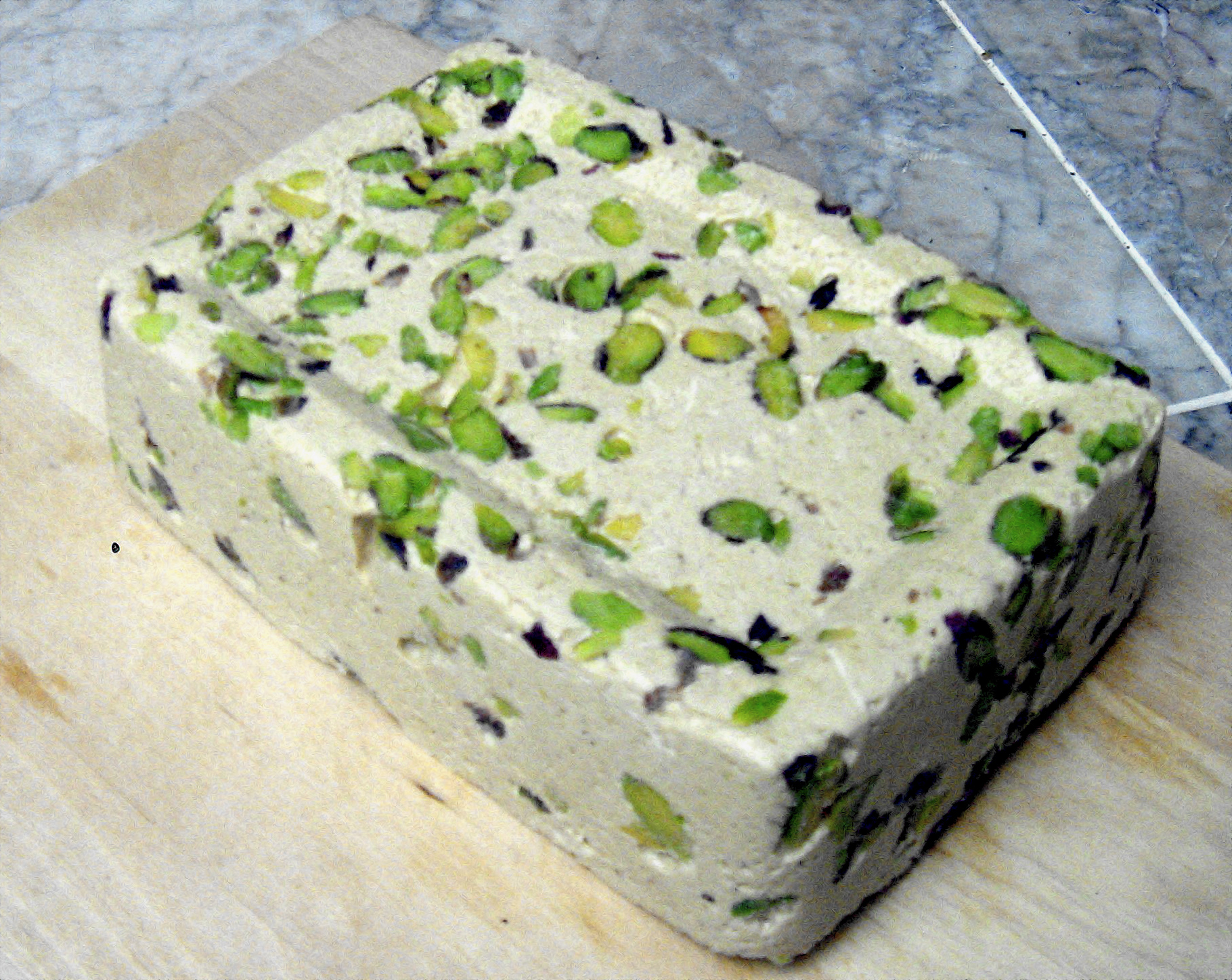
Pistachio halva

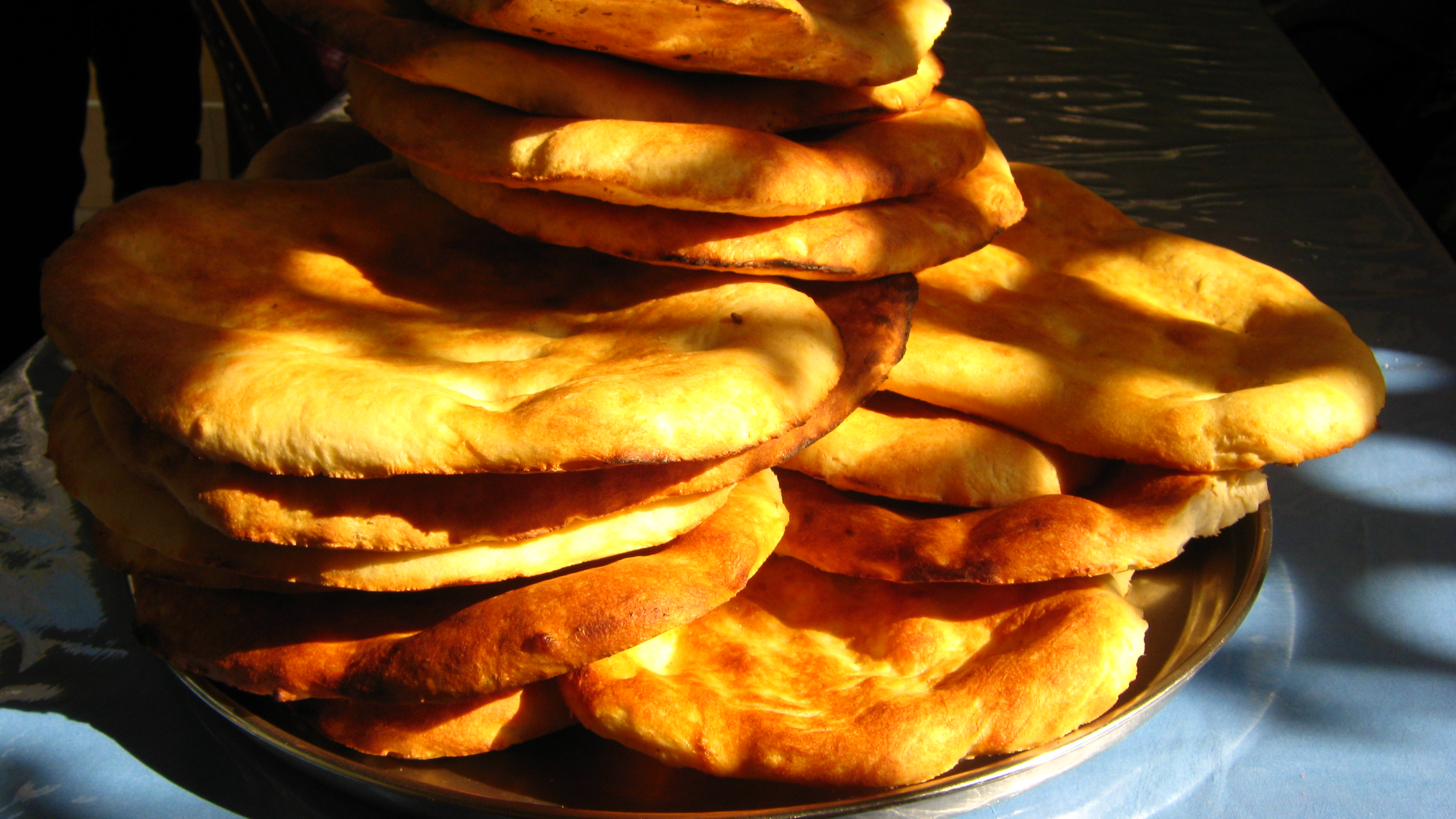
Tandoor brood

- Balık, gegrilde vis (meestal steur), klaargemaakt als kebab
- Bastirma, soort kebab, gekleurd door het koken in speciale sauzen of kruiden
- Xingal, een pastei van deeg met vlees, uien en yoghurt
- Dolma, gevulde bladeren of groenten
- Badımcan Dolması, tomaat, paprika en aubergine gevuld met gehakt lamsvlees, gemengd met kikkererwten.
- Dushbara, kleine noedels gevuld met lamsgehakt en kruiden, geserveerd in bouillon
- Kovurma, schaaps- of lamsbout, gestoofd met ui, tomaat en saffraan
- Kutab, soort dubbelgevouwen pannenkoek, gevuld met lamsgehakt, kaas of spinazie
- Lahmacun, soort pizza zonder kaas
- Lavangi, ovenschotel van kip gevuld met noten en kruiden
- Lyulya kabab, gegrilde spies met gekruid schapenvlees
- Tika kabab, Stukjes lamsvlees gemarineerd in een mengsel van ui, azijn, en granaatappelsap, op een grote spies en gegrild op de barbecue

## Soepen
- Piti, de nationale soep van Azerbeidzjan
- Kufta bozbash, erwtensoep met balletjes en aardappelen
- Sulu khingal, lamsoep met noedels
- Toyuq shorbasi, kippensoep
- Dovga, soep gebaseerd op yoghurt
- Ovdukh, koude soep met gehakt
- Dogramach, zelfde soep als Ovdukh, maar zonder vlees
- Bolva, soep met zure melk

## SoortenPlov
Plov is het meest verspreide gerecht in  Azerbeidzjan met meer dan 40 recepten. De namen zijn afhankelijk van de gebruikte ingrediënten.

Azerbeidzjaanse plov bestaat uit drie verschillende onderdelen, gelijktijdig geserveerd maar op aparte schotels: rijst (warm, nooit heet), gebakken vlees, gedroogd fruit, eieren of vis als bijgerecht bij de rijst en aromatische kruiden. De rijst wordt nooit gemengd met de andere componenten.
- Kourma plov, met schapenvlees en uien
- Chilov plov, met bonen en vis
- Sabzi Qovurma plov, met schapenvlees
- Toyug plov, met kip
- Shirin plov, met gedroogd fruit
- Syudli plov, met in melk gekookte rijst
- Sheshryanch plov, met gekookte eieren op een bedje van gebakken groenten en zilveruitjes

## Nagerechten
- Baklava, zoet en kleverig gebak
- Halva, een laag van gehakte noten tussen lagen deeg, een specialiteit van Şəki in het noordwesten van Azerbeidzjan.
- shakarbura, gebak gevuld met noten
- peshmak, buisvormige snoep gemaakt van rijst, bloem en suiker
- girmapadam, bladerdeeg gevuld met gehakte noten
- Samani halva, gemaakt van gemoute tarwe
- Shekerbura, een populair Azerbeidzjaanse zoet gebak, gevuld met gemalen amandelen, hazelnoten of walnoten

## Brood
- Tandoori brood is een traditioneel soort brood, gebakken in een tandoor, een soort steenoven.
- Lavash, dun, plat en zacht brood

## Dranken

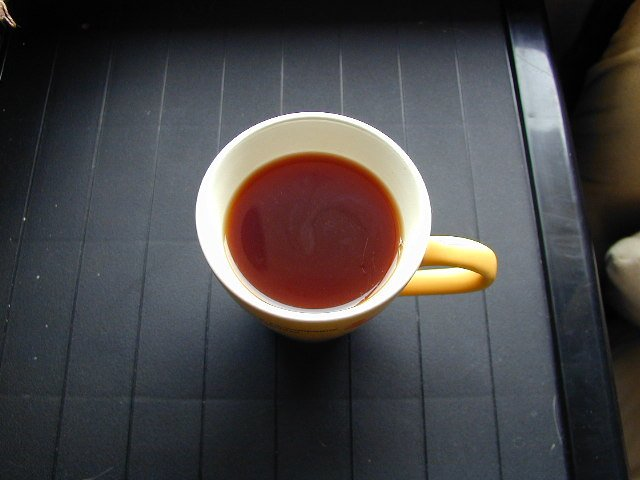
Zwarte thee, de nationale drank

- Zwarte thee, Azerbeidzjaanse nationale drank
- Ayran, koude drank op basis van yoghurt, zout en water
- Sharbat, koude zoete drank van vruchtensap gemengd met suiker, dikwijls geparfumeerd met rozenwater
- Sharab, wijnen op basis van druiven
- Nabiz of chakhyr, fruitwijnen op basis van fruit, zoals appel, granaatappel of moerbei
- Bier, populaire merken: Xirdalan, Novxani, NZS, Starapraga

## Verwante keukens
- Armeense keuken
- Georgische keuken
- Perzische keuken
- Turkse keuken